# Lomas Athletic Club
El Lomas Athletic Club es una entidad deportiva del Partido de Lomas de Zamora, Gran Buenos Aires, Argentina. Se destaca por ser socio fundador de varias entidades deportivas, por ser el primer campeón múltiple del fútbol argentino y el primer campeón de rugby. El club lidera  la tabla histórica de campeones de hockey sobre césped femenino, con 18 campeonatos hasta 2020.

## Historia
El club fue fundado en marzo de 1891, por parte de los alumnos y exalumnos de la "Lomas Academy", pero cambió su nombre por el actual dos años más tarde. El comité fundador fueron Thomas Dodds (su presidente para los tres primeros años), James Gibson, John Cowes, R.I. Goodfellow, T.M. Lees y W.W. Hayward. Algunos de los hijos de ellos están en el club actualmente.
Los deportes que se practican en el club son rugby, hockey sobre césped, golf, tenis, cricket y bowls. Lomas Athletic es miembro fundador de las asociaciones de todos estos deportes con la ligera excepción de hockey sobre césped, que los varones se sumaron dos años después del primer campeonato, que se jugó en 1908, y las mujeres jugaron el primer campeonato, en 1924 bajo el nombre de "Diamonds". Cuando el club fue fundado en 1891, cricket, rugby y fútbol eran los deportes que se practicaban, por lo que en la actualidad y por lo general, la gente no sabe que el Lomas A.C. junto a Alumni y Belgrano Athletic fueron los primeros grandes equipos de fútbol. 

### El fútbol y sus comienzos

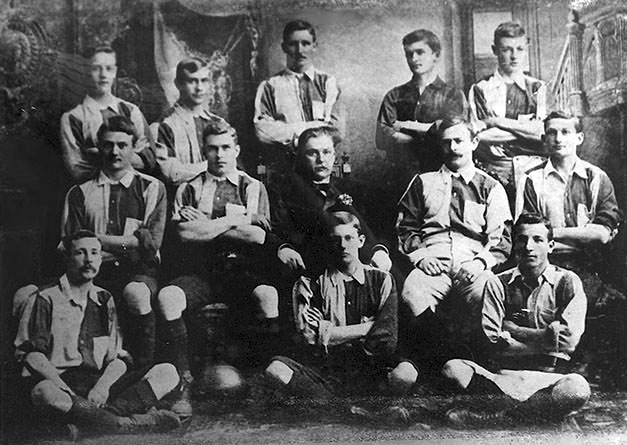
Lomas ganó su primer título de fútbol argentino, en 1893.

"'El Alumni era el más famoso equipo de la época amateur al comienzo del siglo XX, pero fue Lomas el primer equipo dominante en el siglo XIX, cuando el juego estaba en sus comienzos en Argentina.
El escocés Alexander Watson Hutton es generalmente reconocido como el padre del fútbol argentino, después de la fundación de la "English High School", formando el equipo de fútbol de Alumni, integrado por sus alumnos. Pero al mismo tiempo, el inglés W.W. Hayward, fundador de la "Lomas Academy", enseñó a sus alumnos a jugar al fútbol, que luego formarían el equipo de Lomas Athletic.
En 1893, la Argentine Association Football League se creó para organizar el primer campeonato oficial de fútbol. Ese año, Lomas Athletic ganó el certamen, seguido de otros cinco consecutivos. Durante ese tiempo, hasta 1898, fueron prácticamente invencibles, ya que ganaron 46 de sus 60 partidos; empataron 11 y perdieron sólo tres durante esos seis años, de acuerdo con los registros oficiales (aunque el club haya registrado 47PG-9PE-4PP).
El primer equipo campeón, en 1893, menciona los nombres de T. Bridge, P. Bridger, A. Buchanan, P. Rath, W. Cowes, F. Jacobs, C. Reynolds, F. Carter, G. Leslie, H. Anderson, W. Leslie y L. Nóbili, y como entrenador, A. Leslie

### Del fútbol al rugby

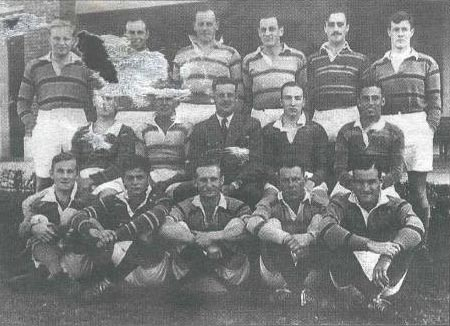
Tercera división de rugby de Lomas, campeones en 1949.

Más tarde, el rugby se convirtió en el deporte más popular del club, y esto debilitó gradualmente al equipo de fútbol. Si bien siguieron jugando el campeonato de fútbol por otros 11 años, el club terminaba siempre muy bajo en la tabla a finales de cada campeonato, además, el gran crecimiento de popularidad hacia el fútbol por parte de los argentinos fortalecía a los demás clubes. Luego de terminar entre los últimos 10 equipos de liga en 1909 con un resultado de 1PG-6PE-11PP, su última aparición fue en la primera ronda de la Copa de Competencia Jockey Club, contra Estudiantes de Caseros perdiendo el partido por 18 a 0 de 1909 retirándose del deporte permanentemente.
Lomas ganó el primer campeonato de rugby en 1899, siendo junto al de 1913 sus únicos títulos hasta la fecha. Después de luchar en las divisiones inferiores desde hace varios años, son ahora un equipo de primera división con jugadores de calidad, como Pablo Gómez Cora que representa a Los Pumas y su hermano, Santiago Gómez Cora, que es tryman internacional del rugby 7 de todos los tiempos y actual entrenador de Los Pumas 7's. 
En el primer partido de Los Pumas contra los British Lions, dos de los jugadores argentinos, Barry Heatlie y J. Monks, provenían de Lomas. Además, Heatlie, quien jugó en Sudáfrica en 1891, 1896 y 1903 fue quien propuso el color para la camiseta de los Springboks, basándose en los colores de Lomas Athletic.

## Otros Deportes

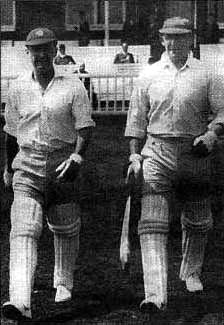
Jugadores del equipo de cricket, campeones de 1948-49.

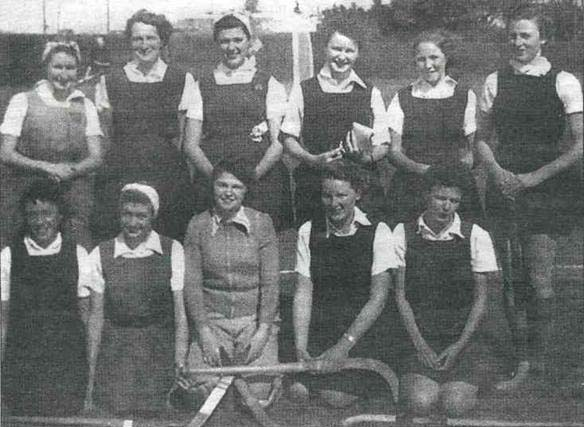
Jugadoras del equipo de hockey de 1951.

Han sido destacados en cricket desde la fundación de la Asociación de Cricket en 1913 y se practicaba cricket mucho antes de que trece de sus miembros han representado a la Argentina.
El club organizó el primer campeonato abierto de mujeres en el país en 1895 a su curso. El golfista argentino, José Jurado fue el pro allí y representó al club, ganando el Argentino Abierto siete veces entre 1920 y 1931.
Lomas siempre ha sido destacado entre los cinco clubes de bowls, todos ellos en Buenos Aires, y seis de sus jugadores, hombres y mujeres, han jugado en campeonatos mundiales. 
El tenis ha tenido sus éxitos en competiciones interclub y tiene 19 equipos (de ambos sexos) en diferentes divisiones. 
Sin embargo, el hockey sobre césped, hoy en día, es el que brinda al club los mayores éxitos. Aunque tiene equipos de hombres y las mujeres en primera División Metropolitana, es el equipo de mujeres el que es el actual Campeón y que, después de obtener su primer título en 1938, han ganado otros 16 más desde 1977, que deja a Quilmes AC como principales ganadores de títulos.
El hockey es sin duda el deporte más importante. El club tiene 32 equipos en diferentes divisiones con más de 500 jugadores entre todos. Diecinueve jugadoras han jugado para el equipo nacional. La arquera Mariela Antoniska y la delantera Alejandra Gulla se convirtieron en campeonas mundiales y ganadores de medallas olímpicas.

## Uniformes
Durante sus primeros años en Primera División, Lomas utilizó una camiseta blanca y azul, cambiando luego a la tradicional verde oscuro, dorado y escarlata que se ha mantenido como su uniforme tradicional desde entonces.
| Futbol 1891-97 | Futbol 1893 | Futbol 1897-1909 | Rugby | Hockey |

## Curiosidades

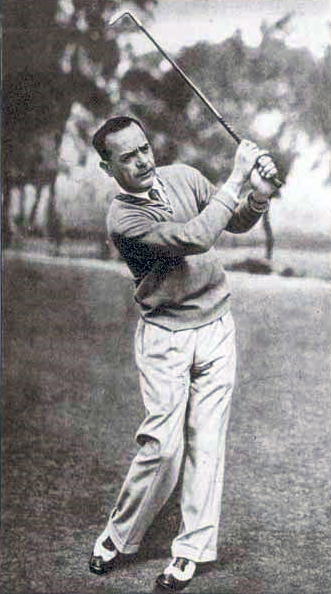
José Jurado, destacado jugador de golf.

Una nota interesante es que F.H. Chevallier-Boutell, el tercer presidente, ocupó el cargo durante 24 años (1894-1918) y sobre todo, ha habido pocos cambios. Robin Stuart ocupó el cargo durante 12 años, John C. Rodman por 20 y Alberto Echeverría, el primer criollo, desde 1974, por 10 años. Roberto Campbell es el actual presidente.
Aparte de la sede central, en la calle Gral. Arenales, en Lomas de Zamora, tiene un campo de juego en Longchamps y un campo de golf en Unión Ferroviaria, pero estas instalaciones en tres lugares diferentes han causado el aumento de los costos mensuales e incluso disminución de la adhesión. 
La sede en la calle Arenales se utiliza para la formación de equipos deportivos durante la semana, el uso de la piscina cubierta y eventos sociales. 
Entre las entidades deportivas de la cual es socio fundador se encuentran:
- La hoy Asociación del Fútbol Argentino (AFA).
- La hoy Unión Argentina de Rugby (UAR)
- La hoy Asociación Argentina de Golf (AAG)
- La hoy Asociación de Cricket de Argentina (ACA)
- La hoy Asociación Amateur de Hockey sobre Césped y su múltiple Campeón
- La hoy Asociación Argentina de Tenis
- La hoy Federación Argentina de Bowls
- La hoy Federación Femenina de Bowls

Muchos deportistas luego consagrados en sus disciplinas. Las selecciones nacionales de Cricket y Bowls cuentan con varios integrantes que son jugadores del club.

## Palmarés

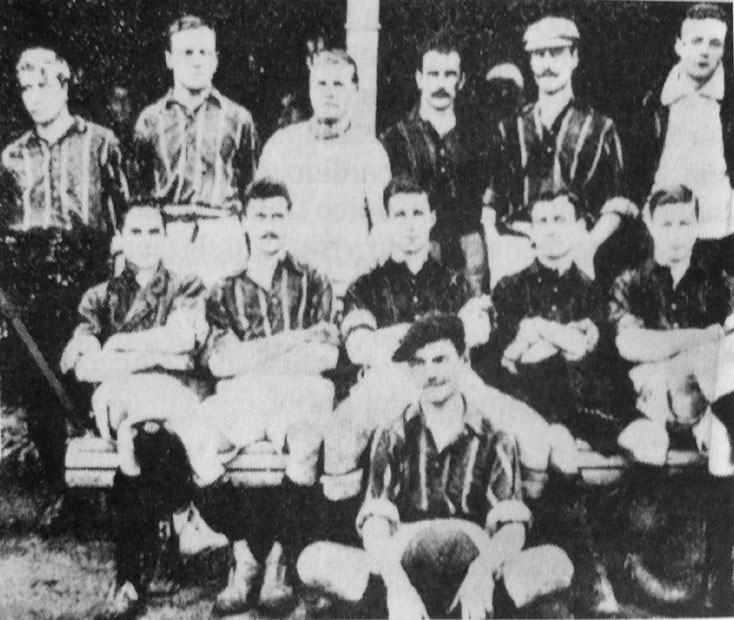
Equipo campeón de fútbol de 1895.

### Cricket
- Primera División (21):

1897-98, 1899-00, 1901-02, 1917-18, 1922-23, 1947-48, 1948-49, 1951-52, 1962-63, 1964-65, 1972-73, 
 1977-78, 1978-79, 1979-80, 1990-91, 1994-95, 2000-01, 2002-03, 2003-04, 2009-10, 2012-13

### Fútbol
- Primera División (6)[10]: 1893, 1894, 1895, 1896, 1897, 1898

Subcampeón (3): 1895, 1900, 1906

### Hockey (femenino)
- Metropolitano Primera División (19)':

1938, 1977, 1979, 1983, 1984, 1985, 1986, 1989, 1991, 1992, 1993, 1996, 1997, 2001, 2003, 2005, 2006, 2019, 2022

### Rugby

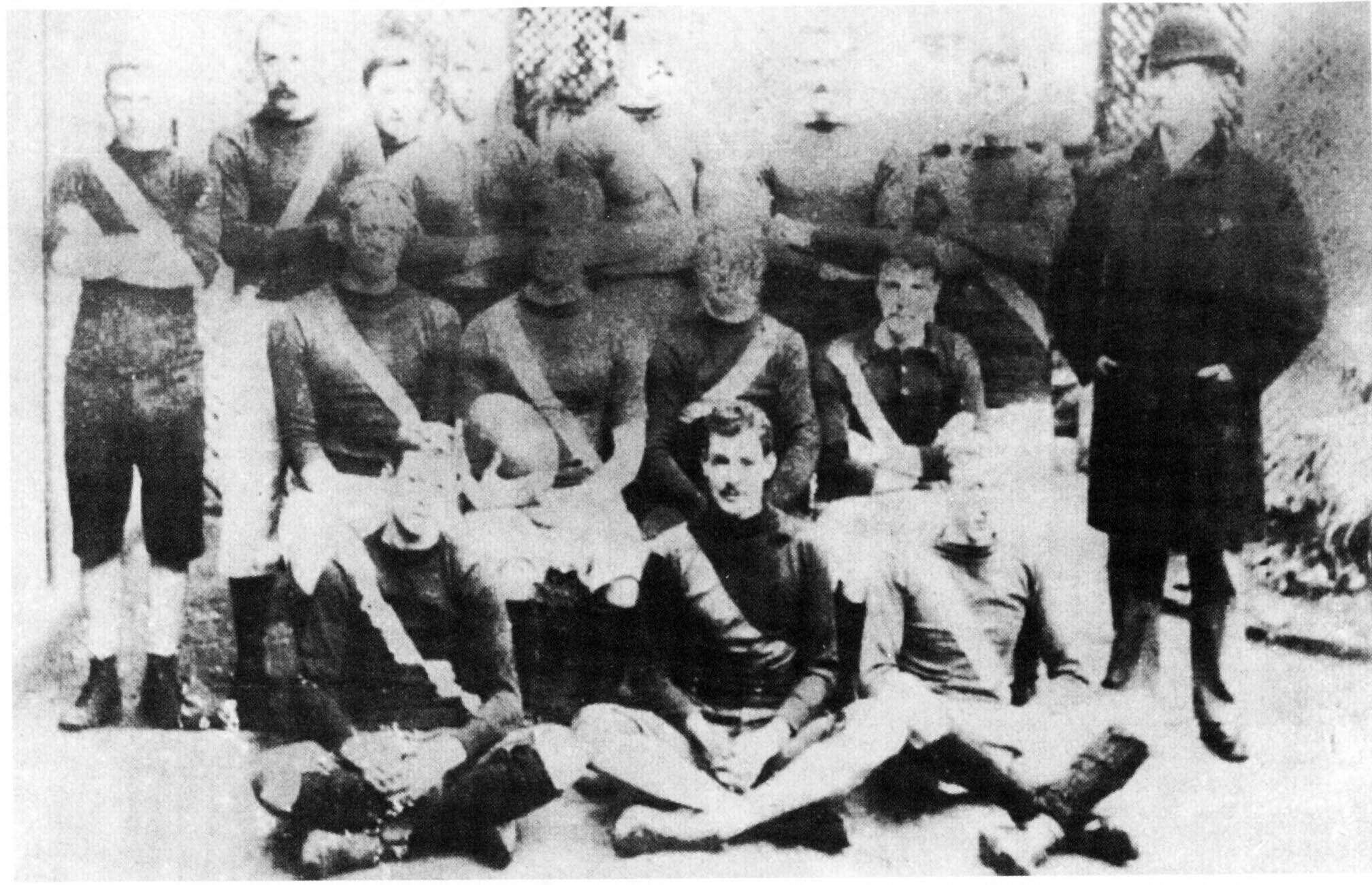
Equipo de rugby que ganó el primer campeonato argentino celebrado en 1899

- Torneo de la URBA (2):

1899, 1913